# Ophiacanthida
Ordre
Les Ophiacanthida sont un ordre d'ophiures (échinodermes). 

## Classification
Selon World Register of Marine Species (24 mars 2018) :
- sous-ordre Ophiacanthina O'Hara, Hugall, Thuy, Stöhr & Martynov, 2017
  - famille Clarkcomidae O'Hara, Stöhr, Hugall, Thuy & Martynov, 2018
  - famille Ophiacanthidae Ljungman, 1867
  - famille Ophiobyrsidae Matsumoto, 1915
  - famille Ophiocamacidae (O'Hara, Stöhr, Hugall, Thuy, Martynov, 2018)
  - famille Ophiopteridae O'Hara, Stöhr, Hugall, Thuy & Martynov, 2018
  - famille Ophiotomidae Paterson, 1985
- sous-ordre Ophiodermatina Ljungman, 1867 
  - super-famille Ophiocomoidea Ljungman, 1867
    - famille Ophiocomidae Ljungman, 1867

  - super-famille Ophiodermatoidea Ljungman, 1867
    - famille Ophiodermatidae Ljungman, 1867
    - famille Ophiomyxidae Ljungman, 1867
    - famille Ophiopezidae O'Hara, Stöhr, Hugall, Thuy & Martynov, 2018
- Ophiacanthida incertae sedis
  - genre Microphiura Mortensen, 1910
  - genre Ophiacanthella Verrill, 1899
  - genre Ophiambix Lyman, 1880
  - genre Ophioblenna Lütken, 1859
  - genre Ophiobrachion Lyman, 1883
  - genre Ophiochondrella Verrill, 1899
  - genre Ophioclastus Murakami, 1943
  - genre Ophiodaces Koehler, 1922
  - genre Ophiodelos Koehler, 1930
  - genre Ophiodictys Koehler, 1922
  - genre Ophiodyscrita H.L. Clark, 1938
  - genre Ophiogema Koehler, 1922
  - genre Ophiolamina Stöhr & Segonzac, 2006
  - genre Ophiomedea Koehler, 1906
  - genre Ophiomora Koehler, 1907
  - genre Ophioncus Ives, 1889
  - genre Ophiopaepale Ljungman, 1872
  - genre Ophioparva Guille, 1982
  - genre Ophiosciasma Lyman, 1878
  - genre Ophiostyracium H.L. Clark, 1911
  - genre Pectinura Forbes, 1843

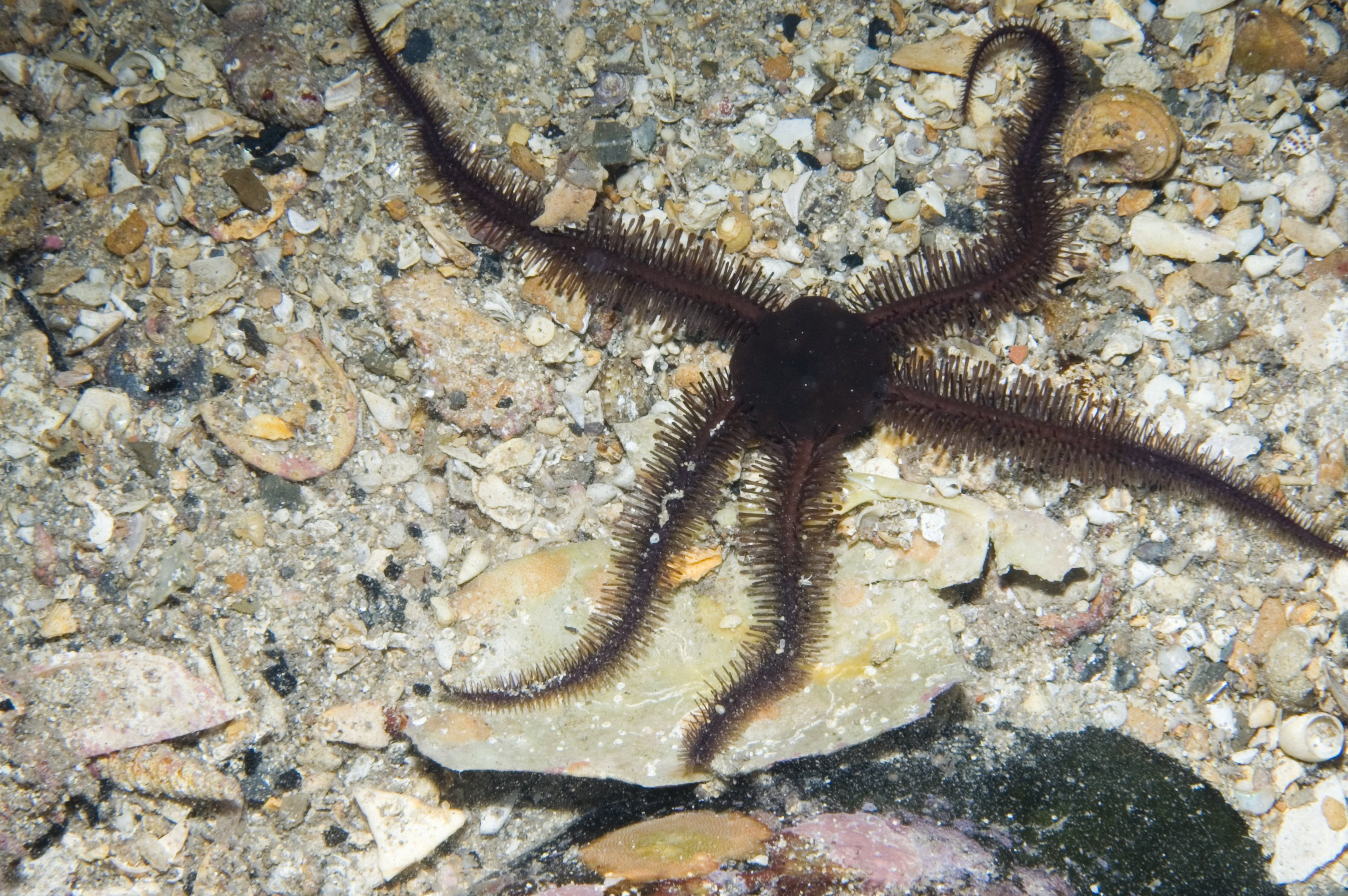
Clarkcoma canaliculata, une Clarkcomidae.
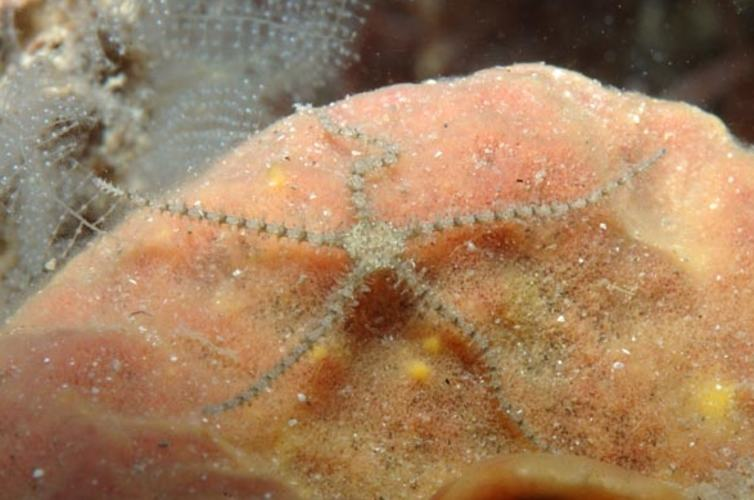
Ophiacantha alternata, une Ophiacanthidae.
Ophiobyrsa compensata, une Ophiobyrsidae.
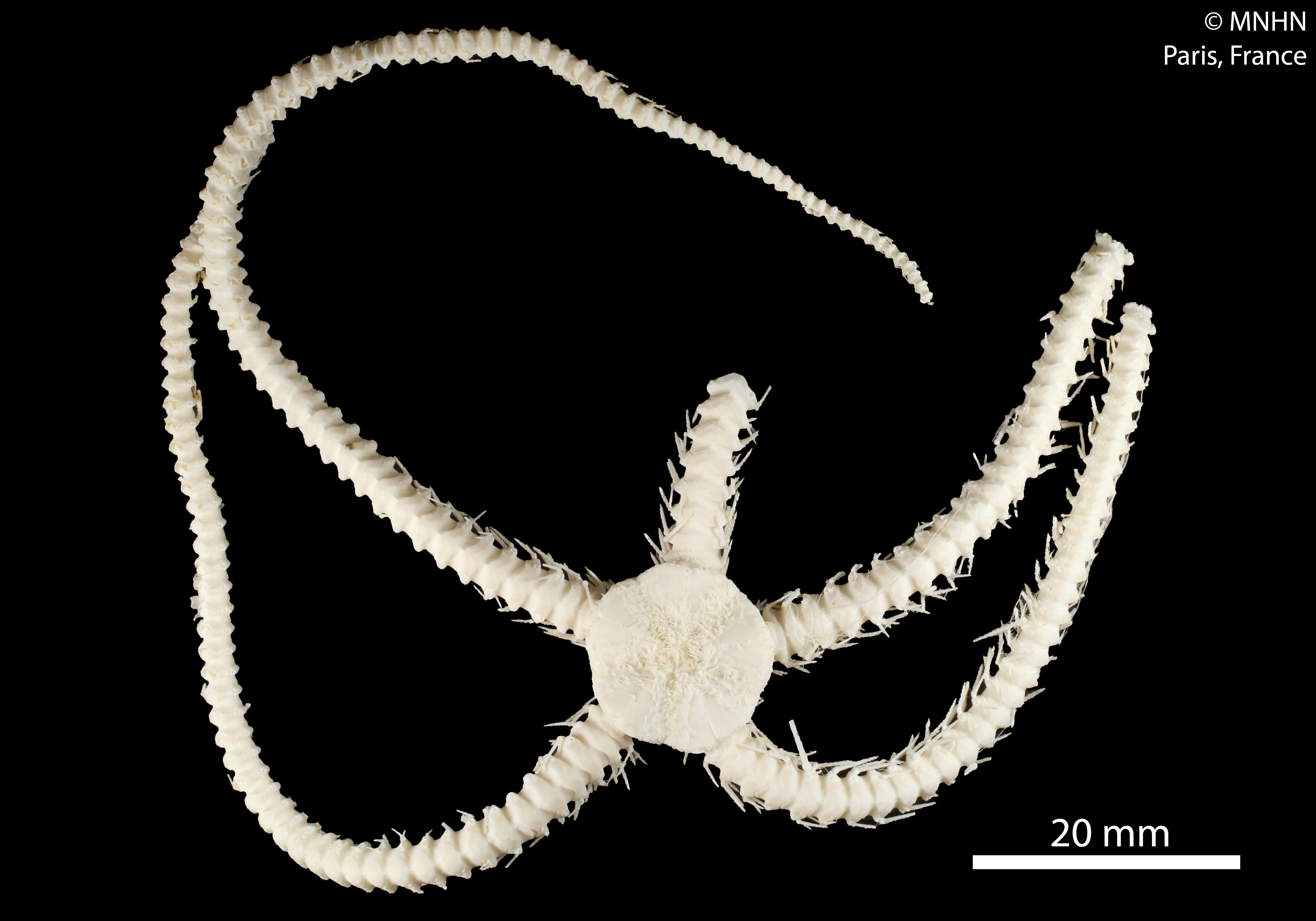
Ophiocamax fasciculata, une Ophiocamacidae.
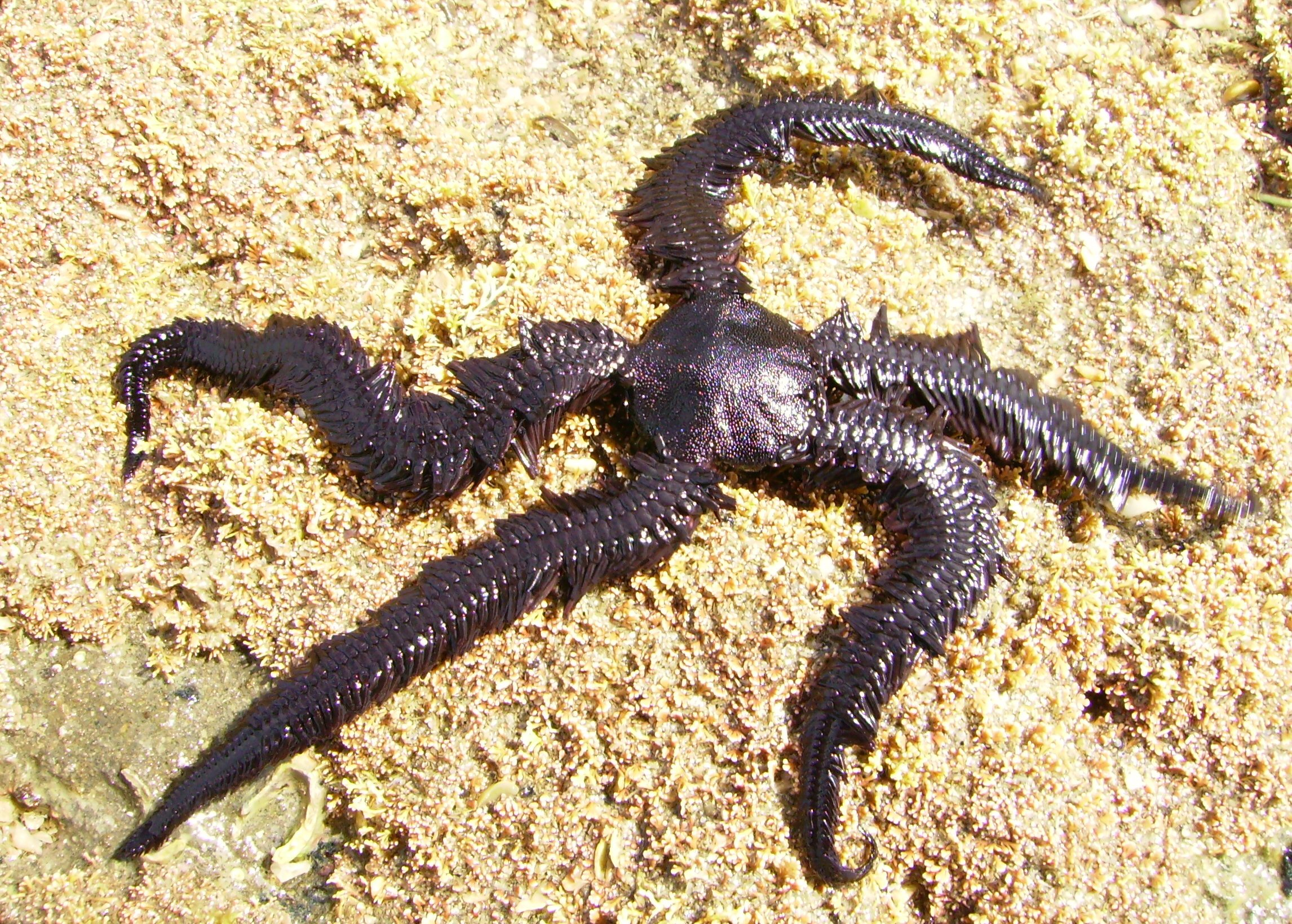
Ophiopteris antipodum, une Ophiopteridae.
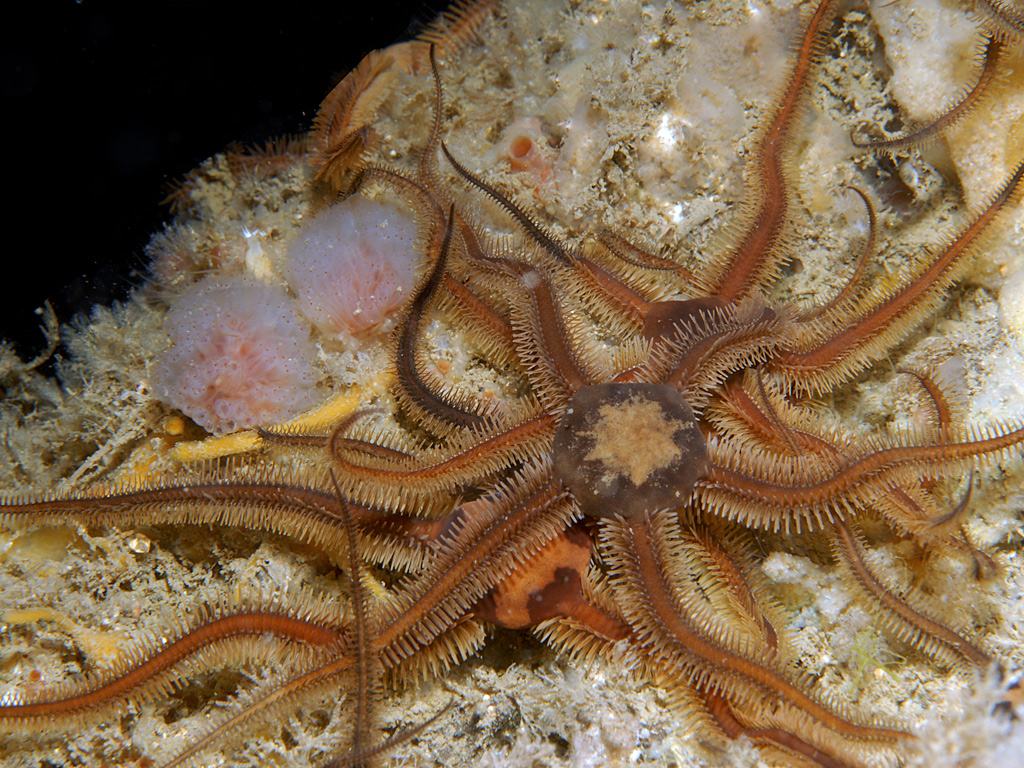
Ophiocomina nigra, une Ophiotomidae.
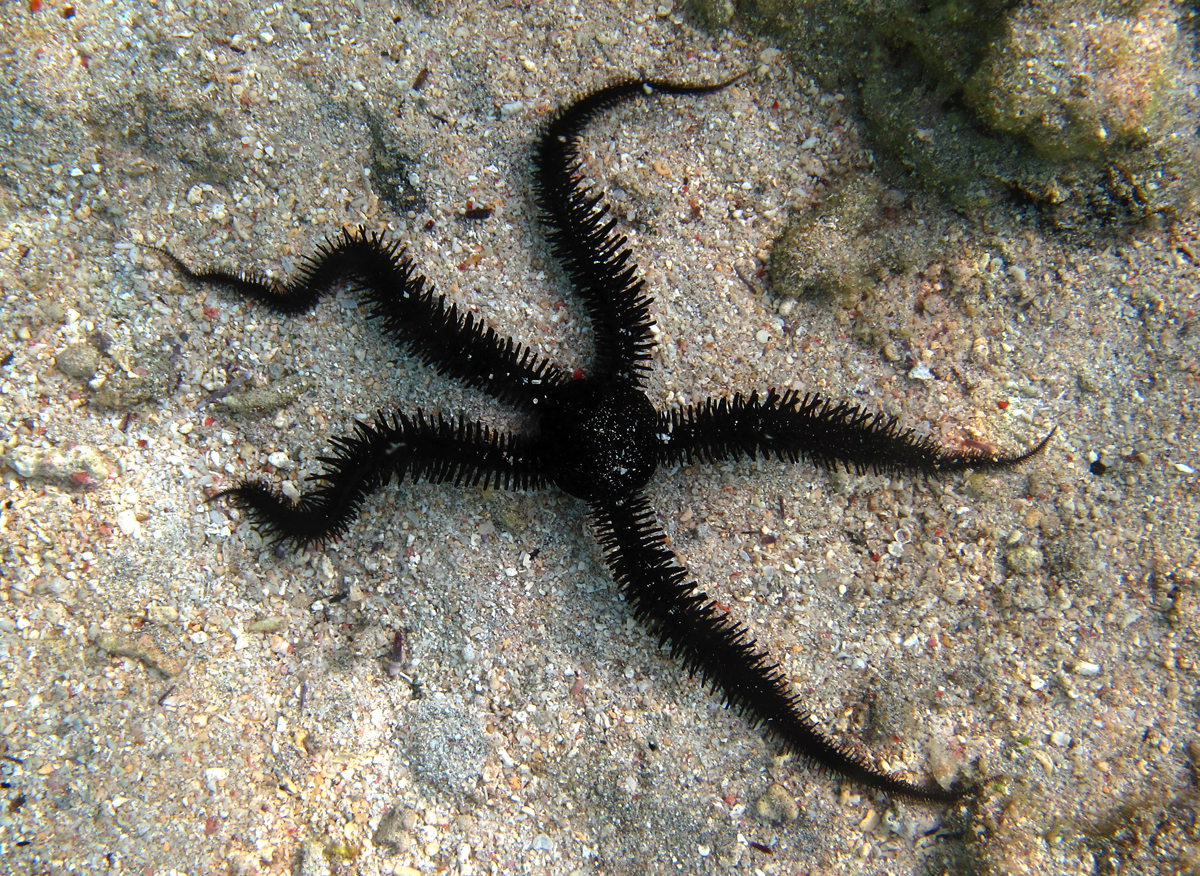
Ophiocoma cynthiae, une Ophiocomidae.
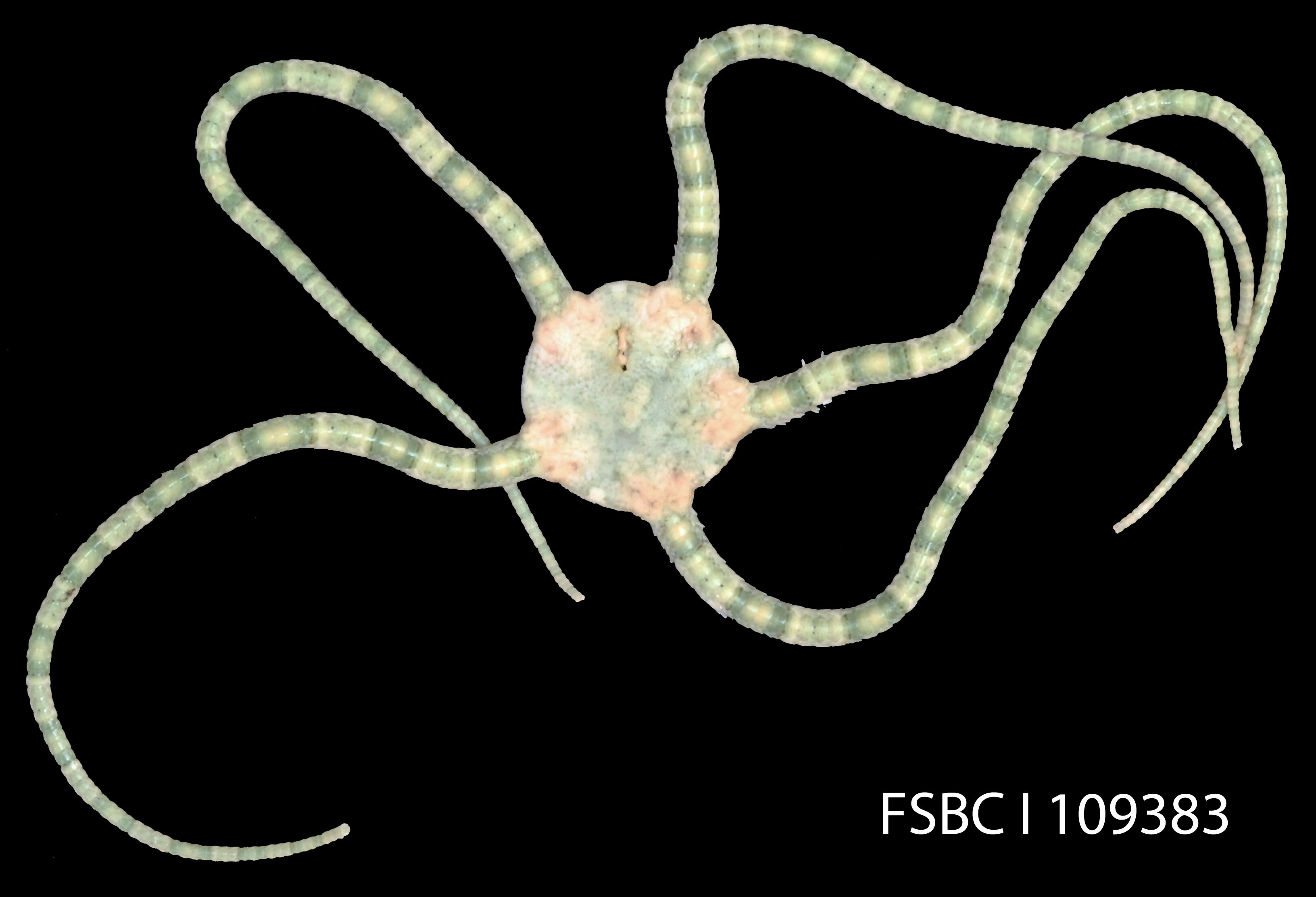
Ophioderma brevispina, une Ophiodermatidae.
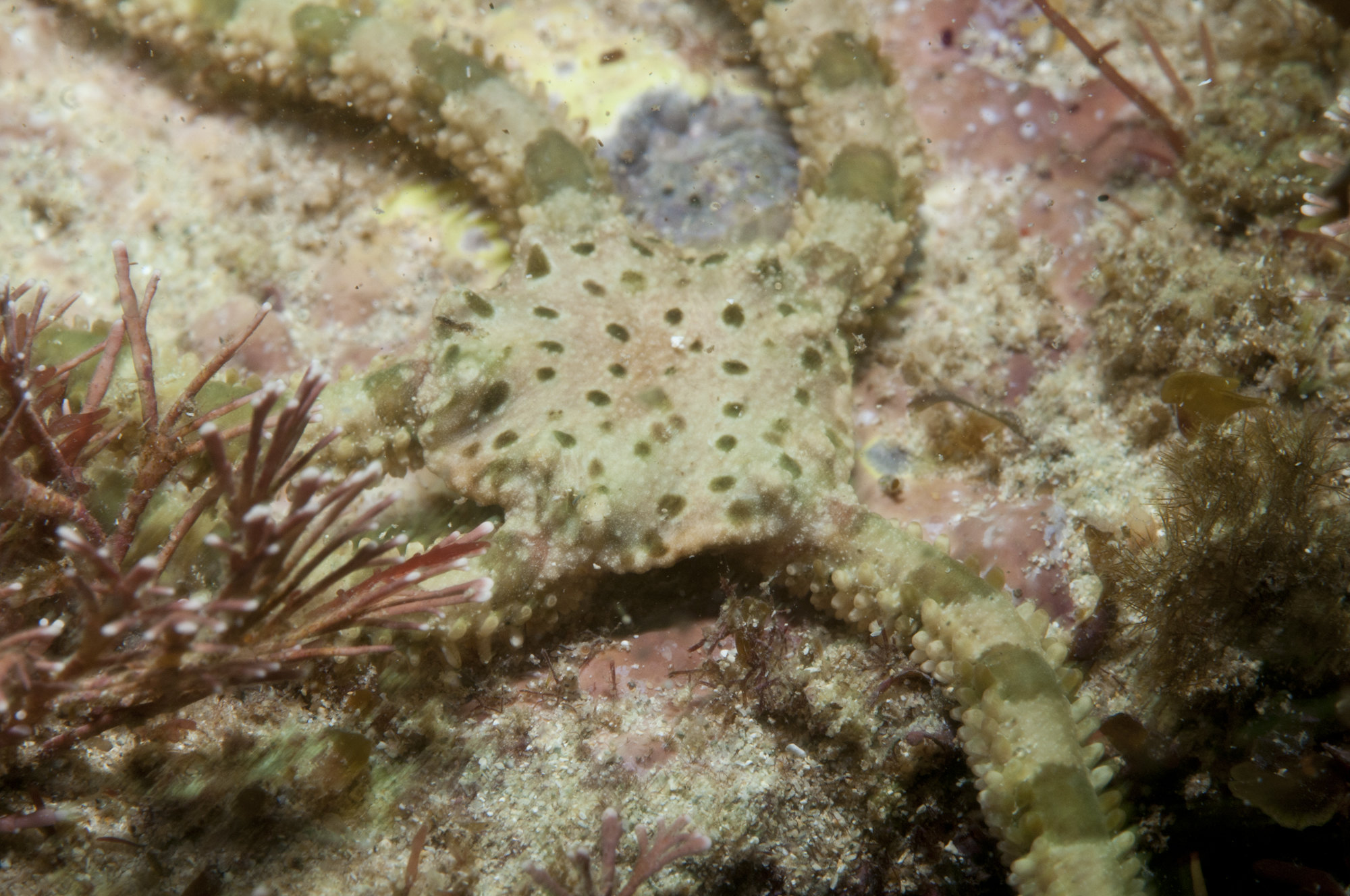
Ophiomyxa australis, une Ophiomyxidae.
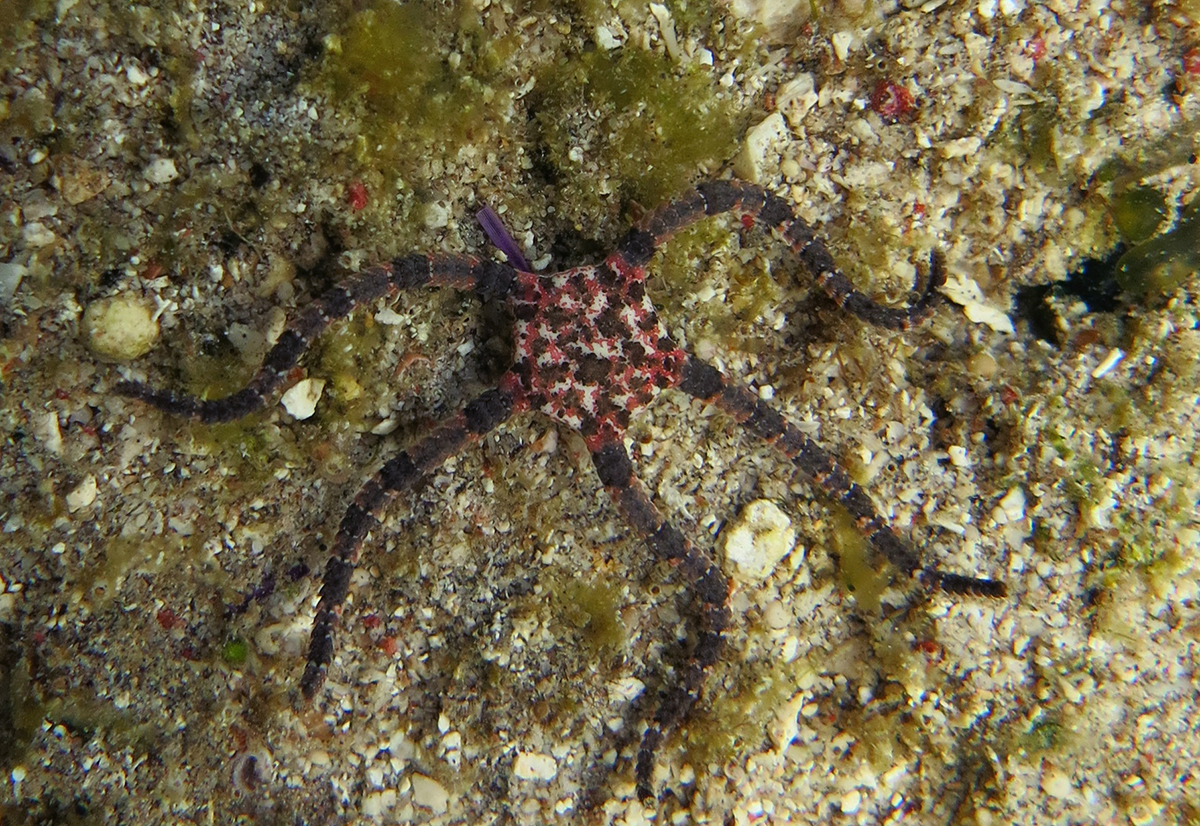
Ophiopeza cf. fallax, une Ophiopezidae.
Microphiura decipiens (genre actuellement placé sous incertae sedis).
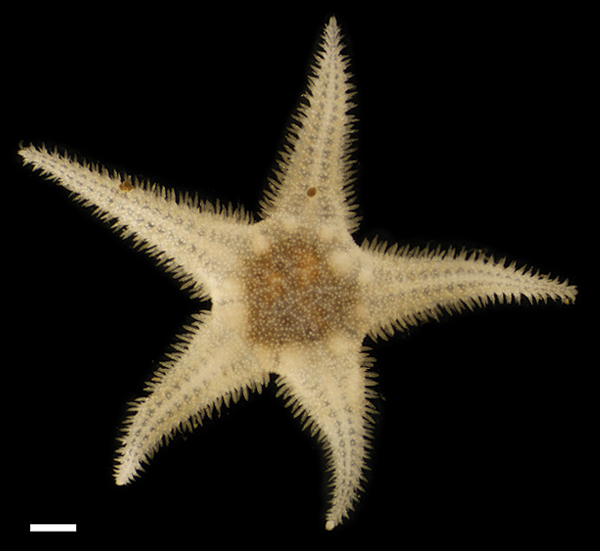
Ophiambix cf. epicopus (genre actuellement placé sous incertae sedis).
Ophiodelos insignis (genre actuellement placé sous incertae sedis).
Ophiopaepale diplax (genre actuellement placé sous incertae sedis).
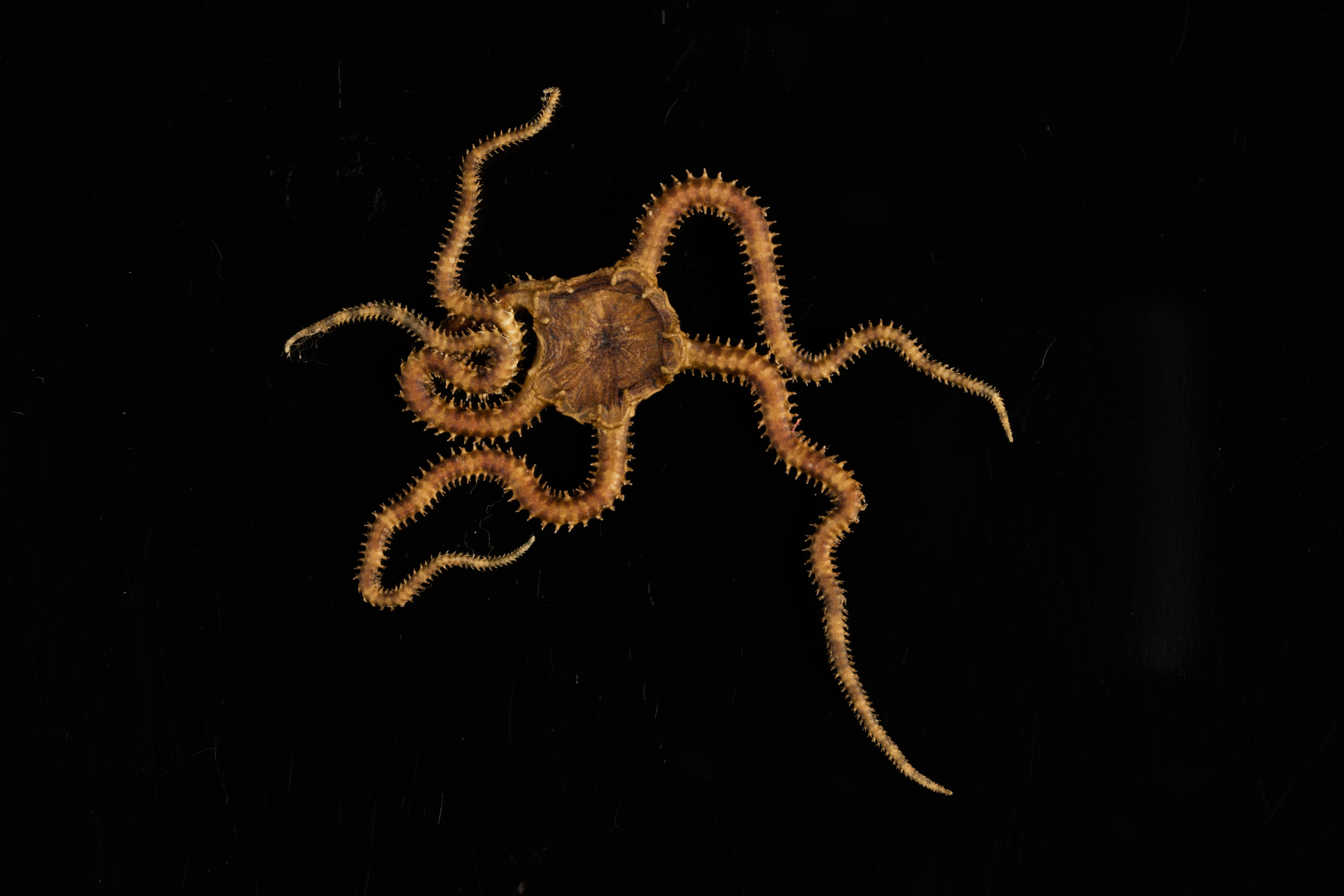
Pectinura cylindrica (genre actuellement placé sous incertae sedis).

## Publication originale
- (en) Timothy D O'Hara, Andrew F. Hugall, Ben Thuy, Sabine Stöhr et Alexander Vladimirovitch Martynov, « Restructuring higher taxonomy using broad-scale phylogenomics: The living Ophiuroidea », Molecular Phylogenetics and Evolution, Academic Press et Elsevier, vol. 107,‎ 8 décembre 2016, p. 415-430 (ISSN 1055-7903 et 1095-9513, PMID 27940329, DOI 10.1016/J.YMPEV.2016.12.006).